# Frontera entre Austria y Hungría
La frontera entre Austria y Hungría es el límite internacional que separa a ambos Estados miembros de la Unión Europea e integrados en el espacio Schengen. Tiene una longitud total de 321 kilómetros. Transcurre en sentido norte-sur, separando el sureste de Austria (estado de Burgenland) del oeste de Hungría (condados de Győr-Moson-Sopron y Vaas). Comienza el norte al trifinio Austria-Hungría-Eslovaquia, pasa por las proximidades de Bratislava (Eslovaquia) y Graz (Austria), y termina en el trifinio de ambos estados con Eslovenia.

## Historia
Esta frontera quedó establecida a finales de la Primera Guerra Mundial (1918) cuando se disolvió el Imperio austrohúngaro y tanto Austria como Hungría se convirtieron en estados independientes. Asimismo, en el estado austríaco de Burgenland se produjeron enfrentamientos entre gendarmes húngaros y residentes alemanes y croatas, que crearon en Mattersburg el Consejo Popular de los Alemanes de Hungría Occidental (Deutsche Volksrat für Westungarn). Esto y el hecho de que los húngaros fueran una exigua minoría facilitó que los tratados de Saint-Germain (1919) y de Trianón (1920) establecieran su pertenencia a Austria. Sin embargo, un grupo de voluntarios armados húngaros establecieron en Burgenland el efímero estado de Lajtabanság entre agosto y noviembre de 1921, que fue desarmado tras la mediación italiana. Asimismo, la ciudad de Sopron decidió en plebiscito formar parte de Hungría.
Después de la ocupación de Austria por parte del Tercer Reich (1938), se estableció la frontera entre Alemania y Hungría. En 1955, tras la ocupación aliada y la restauración de la independencia de Austria, la frontera fue restaurada en un trazado casi idéntica antes de 1938. La única diferencia es la reducción del triángulo fronterizo en las proximidades de la actual Eslovaquia después que se incorporó a Checoslovaquia en 1947, antes de llegar a Petržalka.